# Iglesia de la Santa Cruz (Tampere)
La Iglesia de la Santa Cruz o bien la Parroquia de la Santa Cruz (en finés: Pyhän Ristin seurakunta o bien pyhän ristin kirkko) es el nombre que recibe un edificio religioso afiliado a la iglesia católica y que se ubica en la localidad de Tampere en el país europeo de Finlandia. Ofrece servicios religiosos como la misa en diferentes idiomas (Finés, polaco e Inglés) con el fin de atender a las diferentes nacionalidades que conforman la congregación.
La parroquia católica de Tampere se fundó formalmente el 3 de septiembre de 1957. Las misas se llevaron a cabo por primera vez en Hotel Tammer , más tarde en Emaús .
La congregación obtuvo su propia iglesia el 22 de noviembre de 1969, siendo dedicada a la Santa Cruz, y bendencida junto con una sala parroquial, un presbiterio, y otros locales.

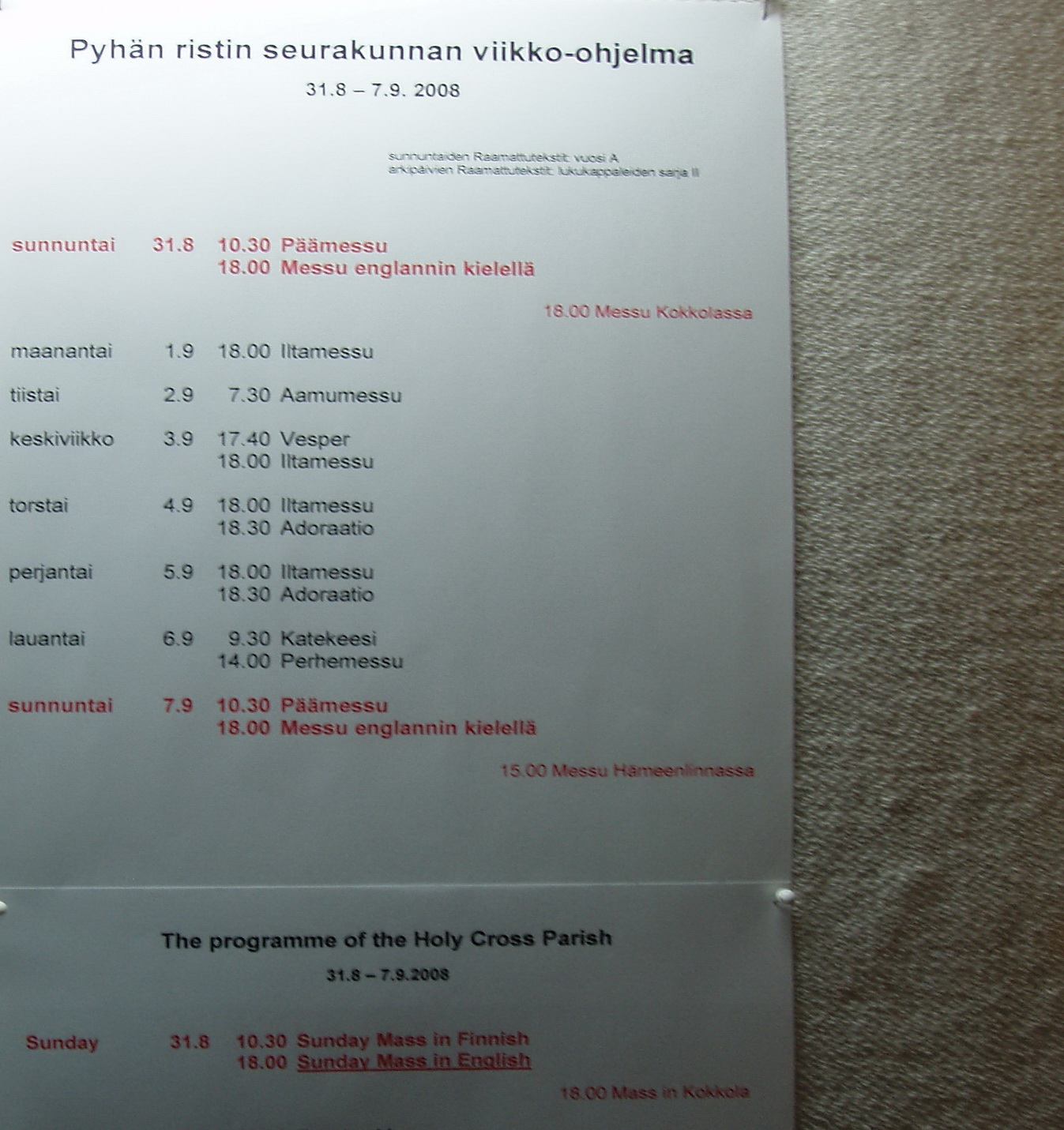
Un cartel con las Misas en la iglesia